# BMW Série 1 (E87)
Cette page est une annexe de l'article « BMW Série 1 ».
La première génération de la BMW Série 1 (code interne E81 pour la version trois portes, E82 pour le coupé, E87 pour la version cinq portes et E88 pour le cabriolet) du constructeur automobile BMW a été présentée en version cinq portes en mars 2004, puis introduite en septembre 2004, et elle appartient à la catégorie des automobiles compactes. Cette voiture à propulsion, unique dans ce secteur, est le modèle d'entrée de gamme du constructeur.
Fin mai 2007, la variante trois portes a été mise en vente. Le coupé a suivi fin novembre 2007 et en avril 2008, le cabriolet était le dernier modèle de la gamme à arriver sur le marché.
La variante cinq portes a été fabriquée dans l'usine de Ratisbonne, les variantes restantes dans l'usine BMW de Leipzig. En avril 2010, le total était de 1 000 000 de véhicules. Le millionième exemplaire était une 118d 3 portes, produite à l'usine BMW de Leipzig.
En juin 2011, la variante cinq portes a été remplacée par son successeur, la F20. La variante trois portes, la F21, a suivi le 22 septembre 2012.
En octobre 2013, la production du coupé et du cabriolet a pris fin. Les deux seront remplacés par la Série 2, qui est apparue pour la première fois sous forme de coupé en mars 2014.

## Historique du modèle

### Général

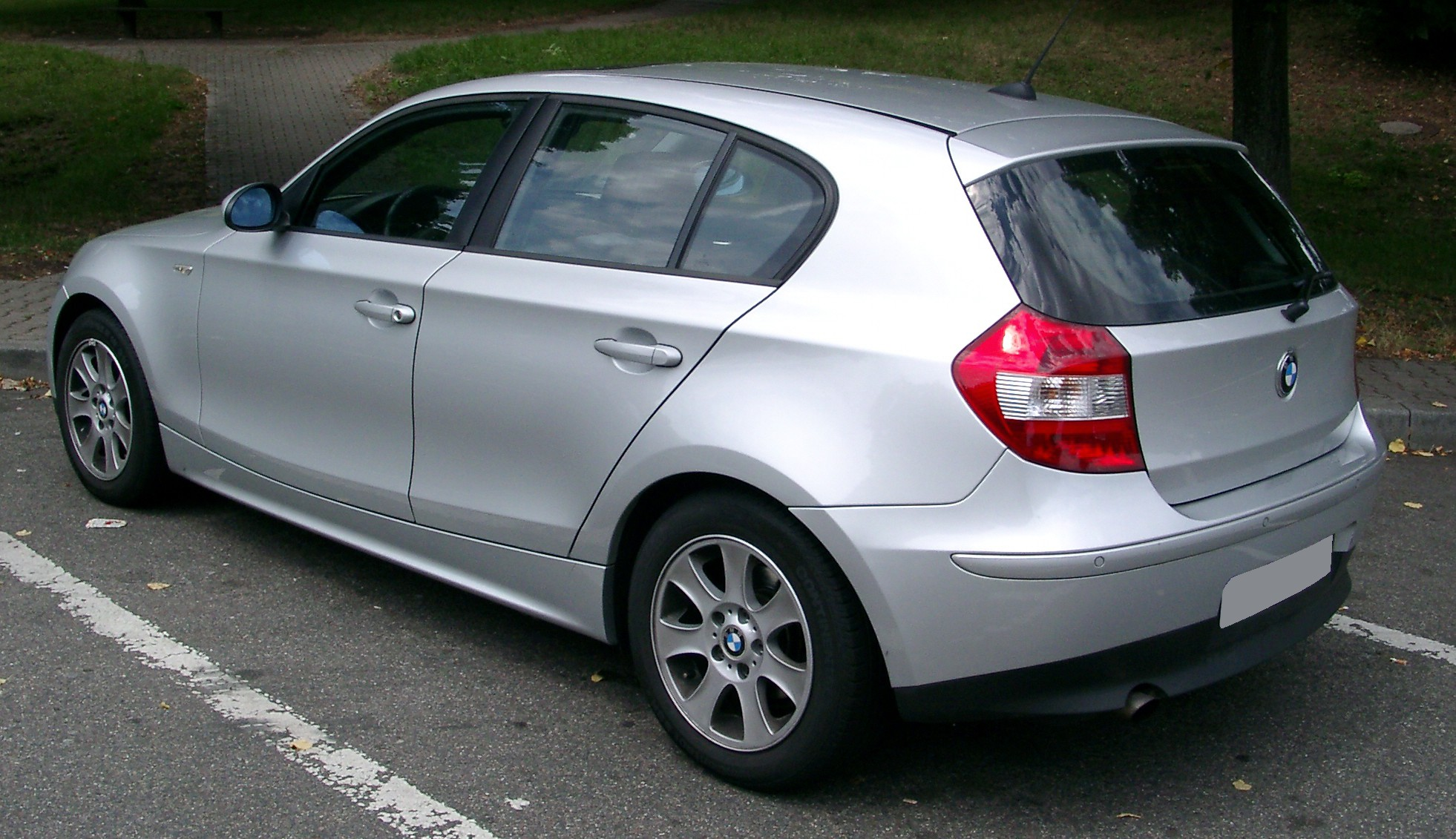
Vue arrière

Dans la tradition du constructeur, mais atypique pour la catégorie des automobiles compactes, le moteur est installé dans le sens de la longueur derrière l'essieu avant et il entraîne les roues arrière. D'une part, cela augmente les coûts de production, d'autre part, cela aide BMW à se différencier des produits concurrents en apportant des arguments de vente et de conception uniques essentiels dans la catégorie des automobiles compactes.
La Série 1 est le seul véhicule de la catégorie des automobiles compactes qui peut également être équipé d'un moteur six cylindres en ligne grâce à la propulsion arrière.
La conception est basée sur le modèle plus grand, la Série 3. Comme c'est typique pour BMW, l'avant a la calandre BMW distinctive et le montant C a le pli Hofmeister. Un capot allongé, un empattement long et des porte-à-faux courts illustrent les aspirations sportives du constructeur.

### Périodes de production
- Variante cinq portes (E87) : de septembre 2004 à mars 2007
- Variante cinq portes (E87 reliftée) : de mars 2007 à juin 2011
- Variante trois portes (E81) : de mai 2007 à juillet 2012
- Coupé (E82) : d’octobre 2007 à mars 2011
- Coupé (E82 relifté) : de mars 2011 à octobre 2013
- Cabriolet (E88) : de mars 2008 à mars 2011
- Cabriolet (E88 relifté) : de mars 2011 à octobre 2013

### Lifting
En mars 2007, la Série 1 est revue dans le cadre d'un lifting : la vue de face se distingue principalement par une prise d'air plus large avec un bandeau de finition horizontal et des antibrouillards rectangulaires intégrés. La variante avec phares bi-xénon a reçu des anneaux lumineux avec une fonction de feux de jour. La vue arrière se caractérise par un nouveau design des feux à technologie LED et une jupe qui apparaît plus large. Entre autres choses, la console centrale a été repensée à l'intérieur. Des rétroviseurs extérieurs chromés, des poches de porte intégrées et des applications chromées ont été ajoutés, des équipements de la gamme supérieure ont aussi été introduits.
Avec le lifting, un certain nombre de mesures d'efficacité ont été introduites dans le cadre des finitions Efficient Dynamics - tels que de nouveaux moteurs essence à injection directe et à charge stratifiée ou un système start-stop.
Au début de l'année modèle 2009, les modifications suivantes ont été apportées : des ajustements techniques ont été apportés au système de navigation optionnel Professional, qui était fourni avec un disque dur interne et des raccourcis clavier, il est maintenant fourni par Harman-Becker (il était anciennement fourni par Siemens-VDO). De plus, la nouvelle génération du BMW IDrive avec accès Internet (équipement en option) a trouvé sa place dans la Série 1.Enfin, le chauffage du volant et un assistant de feux de route sont disponibles en tant que nouveaux extras optionnels. La direction assistée Servotronic sensible à la vitesse et les pneus anti-crevaison sont désormais disponibles en option.

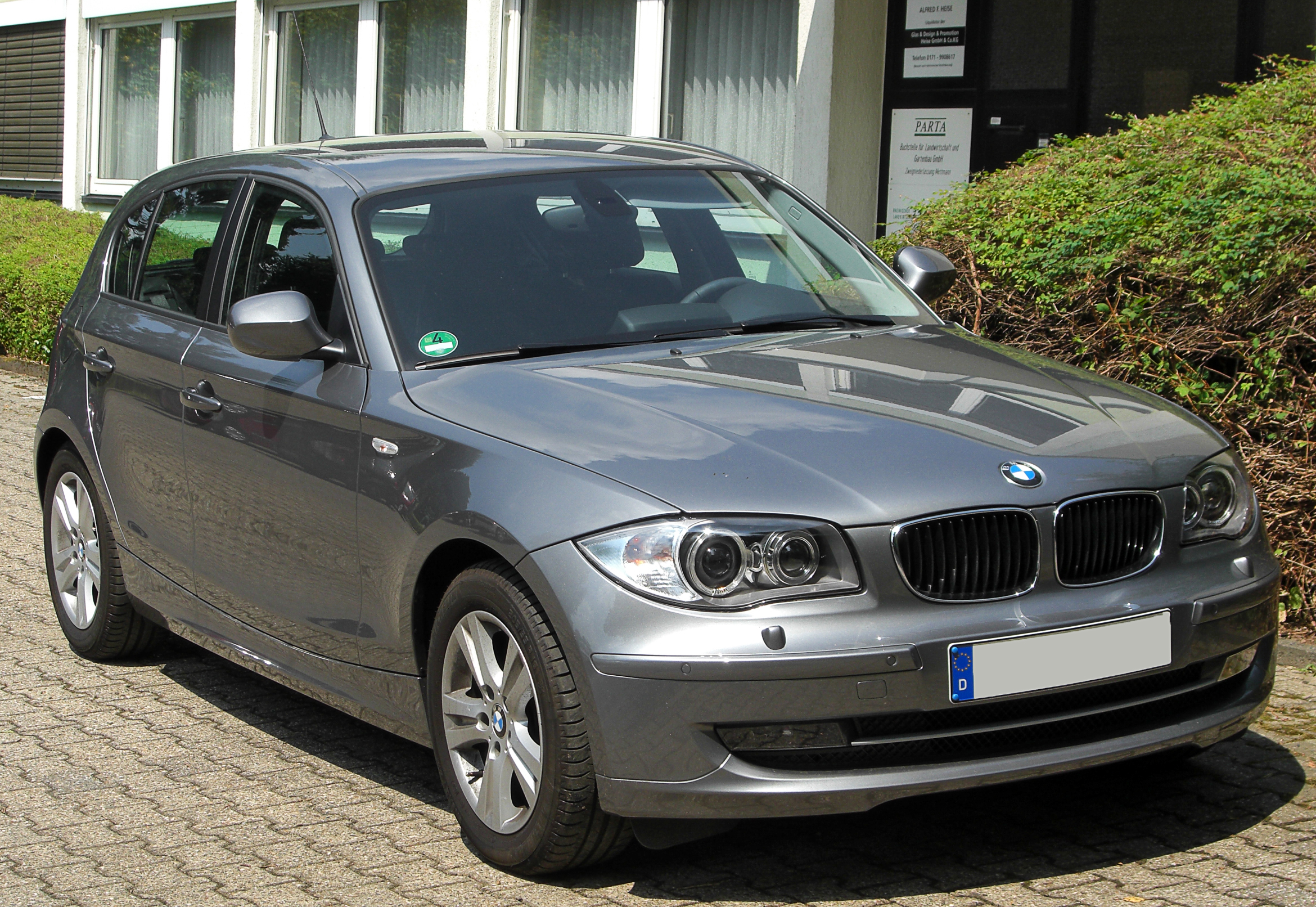
BMW 118d cinq portes (2007–2011)
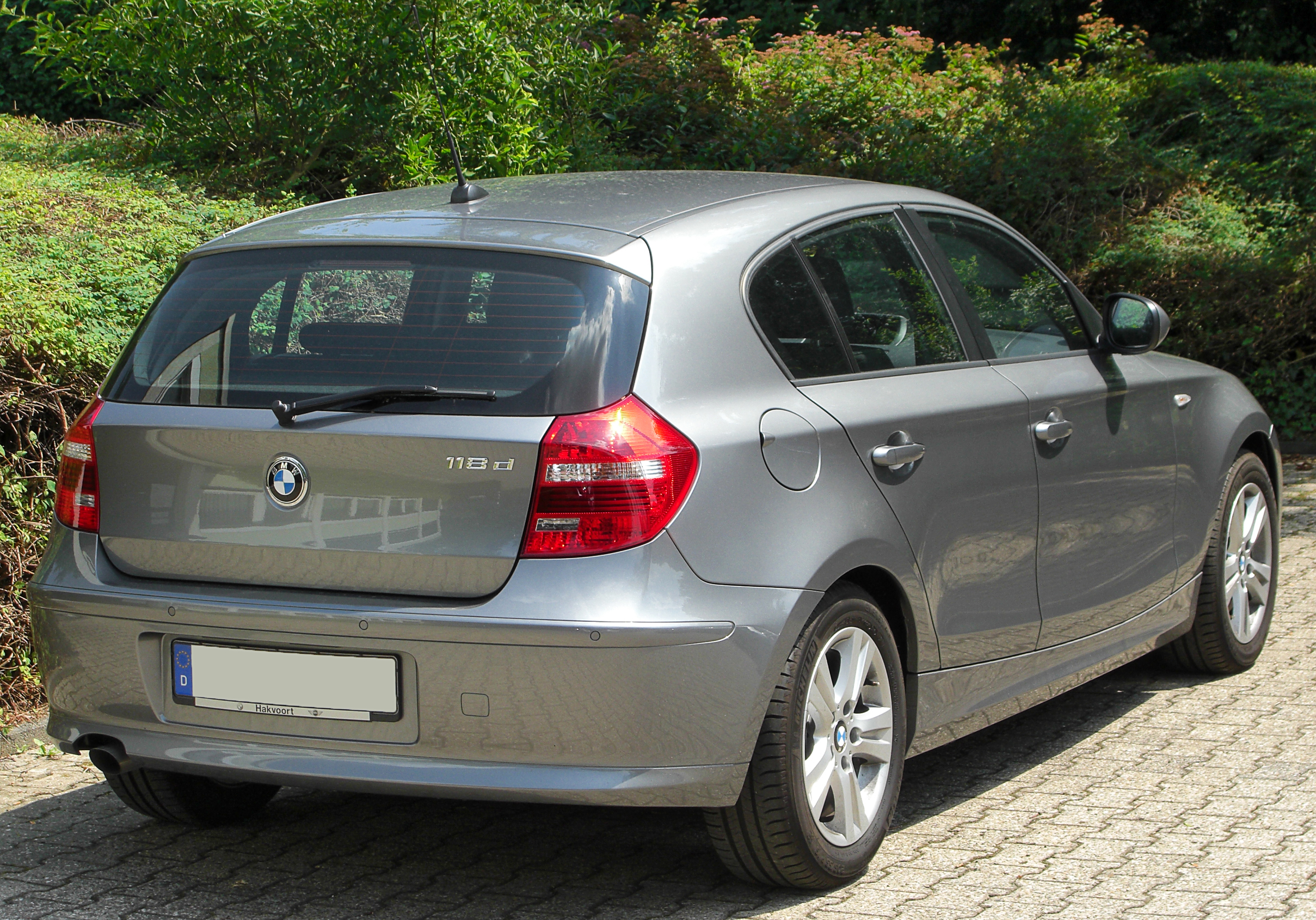
Vue arrière

## Sécurité
Toutes les BMW Série 1 sont équipées de série d'un système anti-blocage des roues avec assistance au freinage d'urgence et commande de freinage en virage (qui augmente la stabilité de conduite avec un léger freinage dans les virages rapides), de prétensionneur de ceinture, d’un correcteur électronique de trajectoire avec antipatinage (appelé contrôle de stabilité dynamique ou contrôle de traction dynamique chez BMW) et d’un total de six airbags (conducteur/passager, deux airbags latéraux et un airbag de tête à l’avant et à l’arrière). Lors du crash test Euro NCAP de 2004, elle a reçu un maximum de cinq étoiles (33 points) pour la sécurité des occupants et trois étoiles sur cinq possibles (35 points) pour la sécurité des enfants. La sécurité des piétons a été évaluée avec deux points et une étoile sur quatre possibles.
Les sièges enfants ne peuvent être solidement fixés qu'aux sièges extérieurs de la banquette arrière. Des supports Isofix y sont également disponibles. Pour le siège passager avant, des supports Isofix et un airbag pouvant être désactivé sont soumis à un supplément.

## Dimensions
Avec une longueur initiale de 4 227 mm et une largeur de 1 751 mm, la variante cinq portes a débuté dans la catégorie des automobiles compactes. L'empattement de 2 660 mm est le même pour toutes les variantes. Avec le lifting de printemps 2007, les dimensions de la variante cinq portes correspondaient à celles de la variante trois portes.

## Variantes de carrosserie

### Modèles trois et cinq portes (E81 et E87)
La ligne des fenêtres du modèle trois portes est encore plus plates vers l'arrière que sur le modèle cinq portes; les deux portes latérales du modèle trois portes ont des vitres sans cadre. Le compartiment à bagages variable a une taille allant de 330 à 1 150 litres et le dossier de siège arrière rabattable divisé en 60:40 est standard. Le modèle trois portes est conçu d’usine en tant que quatre places, mais il peut également être commandé en tant que cinq places sans frais supplémentaires.
En mai 2007, il y avait une "Limited Sport Edition" pour l'introduction de la voiture trois portes, limitée à 2000 unités. Cela se caractérisait par la finition de peinture personnalisée "Carbonschwarz-Metallic", une finition M avec des roues de 18 pouces au design "Rayon radial 216" WTCC et un bouton de démarrage avec un cadre.

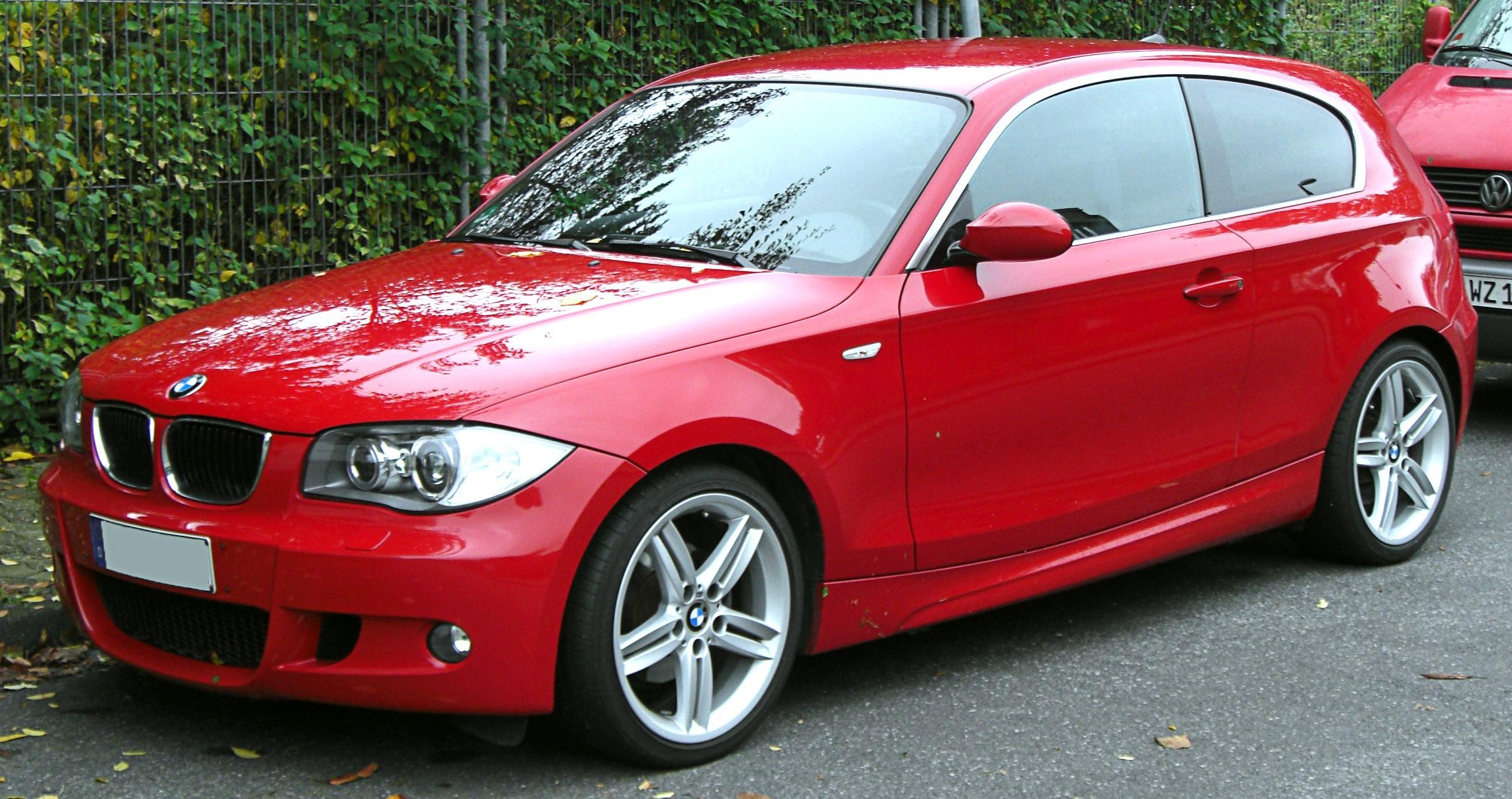
BMW Série 1 trois portes (2007–2012; avec finition M Sport)
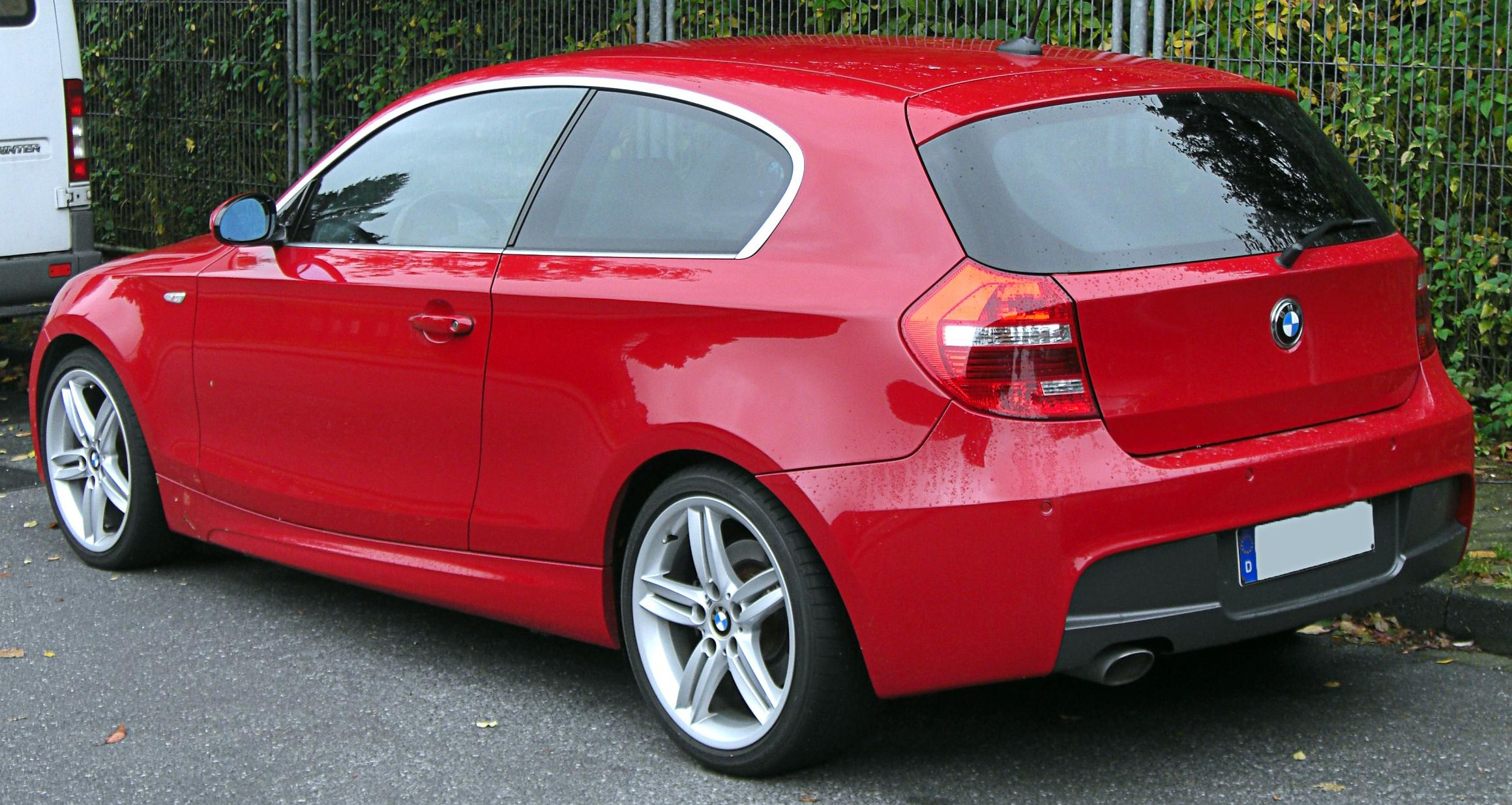
Vue arrière

### Coupé (E82)
Au Salon de l'automobile de Francfort 2007, BMW a ajouté un coupé (E82) à la Série 1. Le début des ventes a eu lieu le 24 novembre 2007.
Le véhicule a un long capot, un habitacle mince et une malle courte. À l'avant, cependant, les caractéristiques de conception de la Série 1 ont été conservées, à l'exception de modifications mineures, afin d'assurer une homogénéité visuelle avec les autres modèles de la gamme.
Le modèle haut de gamme est la 135i, qui est équipée d'un moteur essence six cylindres biturbo de 3,0 litres qui délivre 225 kW (306 ch). Ce modèle est également livré en standard avec une finition M Sport modifiée. On la reconnaît, entre autres, grâce au flap Gurney sur le couvercle du coffre, aux étriers de frein peints avec lettrage BMW et aux phares antibrouillard manquants, qui sont remplacés par un refroidisseur d'huile côté passager. Depuis le printemps 2010, le moteur de la 135i est équipé d'un turbocompresseur à double volute (un seul turbo avec deux orifices d'échappement). BMW appelle cette technologie "TwinPower Turbo". Côté motorisations diesel, la 123d (150 kW/204 ch) a reçu le premier moteur diesel quatre cylindres à technologie bi-turbo variable (cf. charge séquentielle) et à rampe commune de troisième génération (pression d'injection de 2000 bar).
À l'automne 2009, la gamme de moteurs du coupé a été élargie pour inclure la 118d et la 120i. La 118d et la 123d permettent une consommation comprise entre 4,5 et 5,2 litres.
La Série 1 coupé a reçu le Red Dot Design Award 2008. Le jury a décrit la forme du modèle comme "agile, sportive et compacte".
Un lifting a suivi en mars 2011.

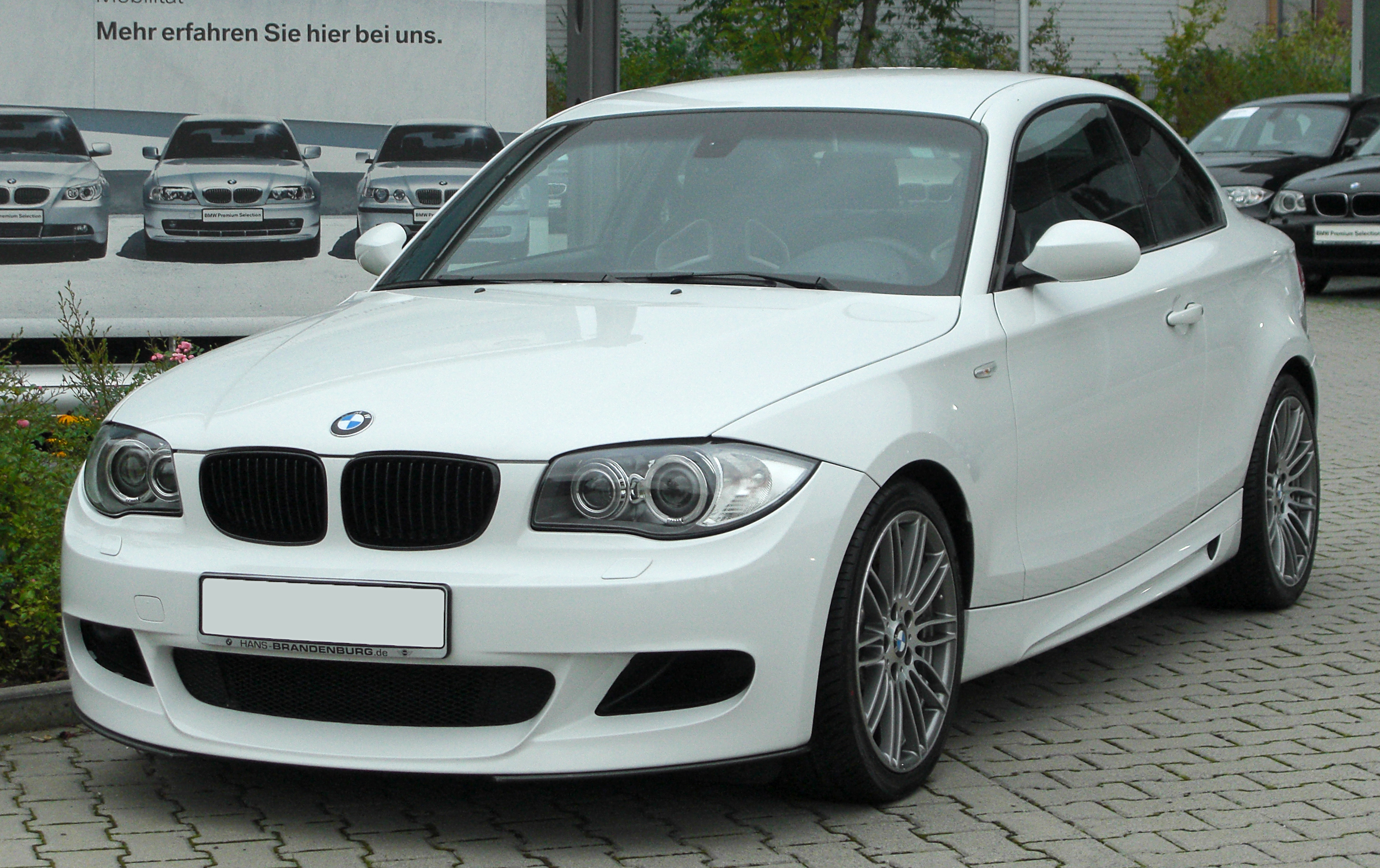
BMW 123d coupé (2007–2011; avec finition Performance)
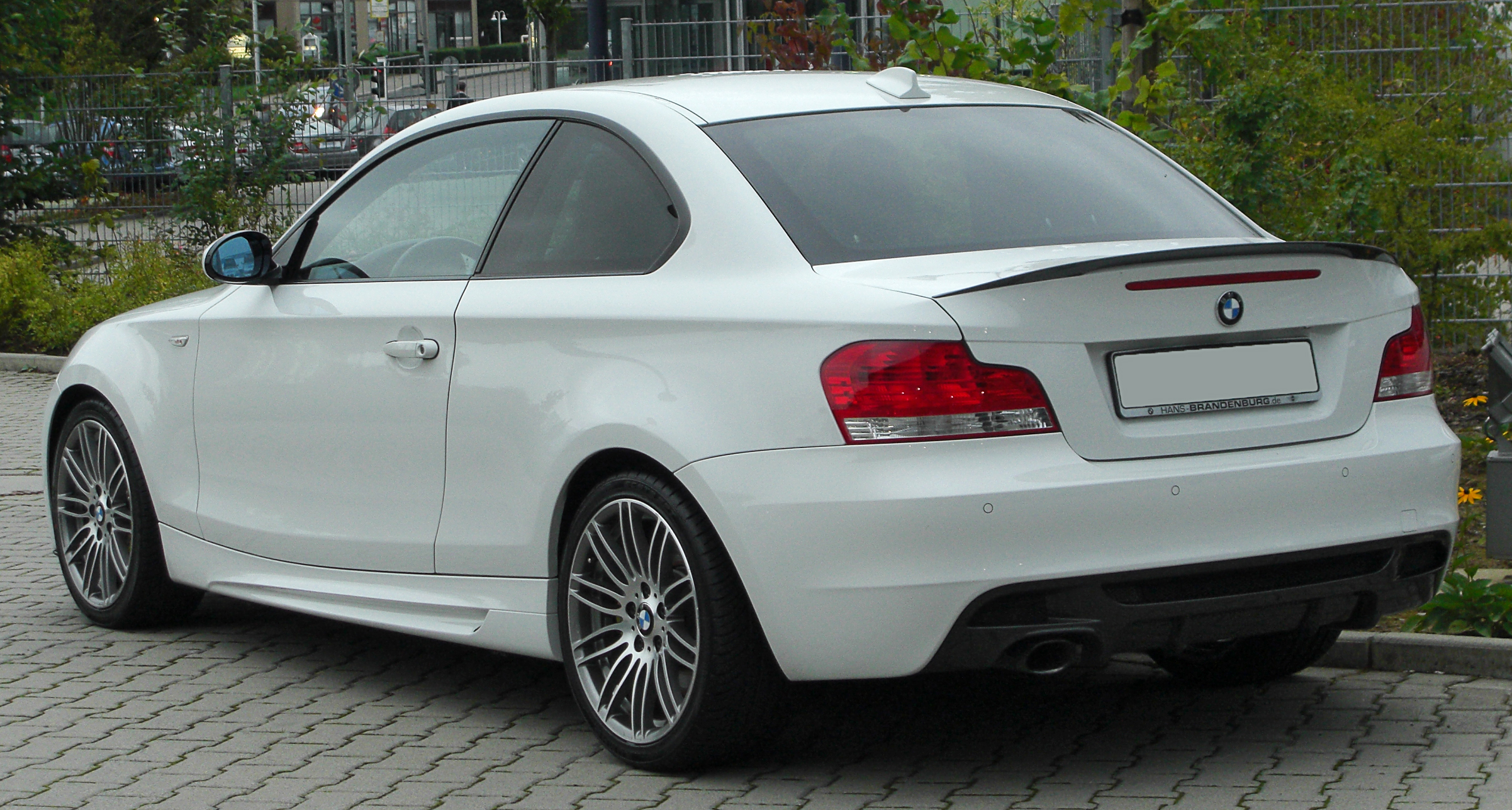
Vue arrière
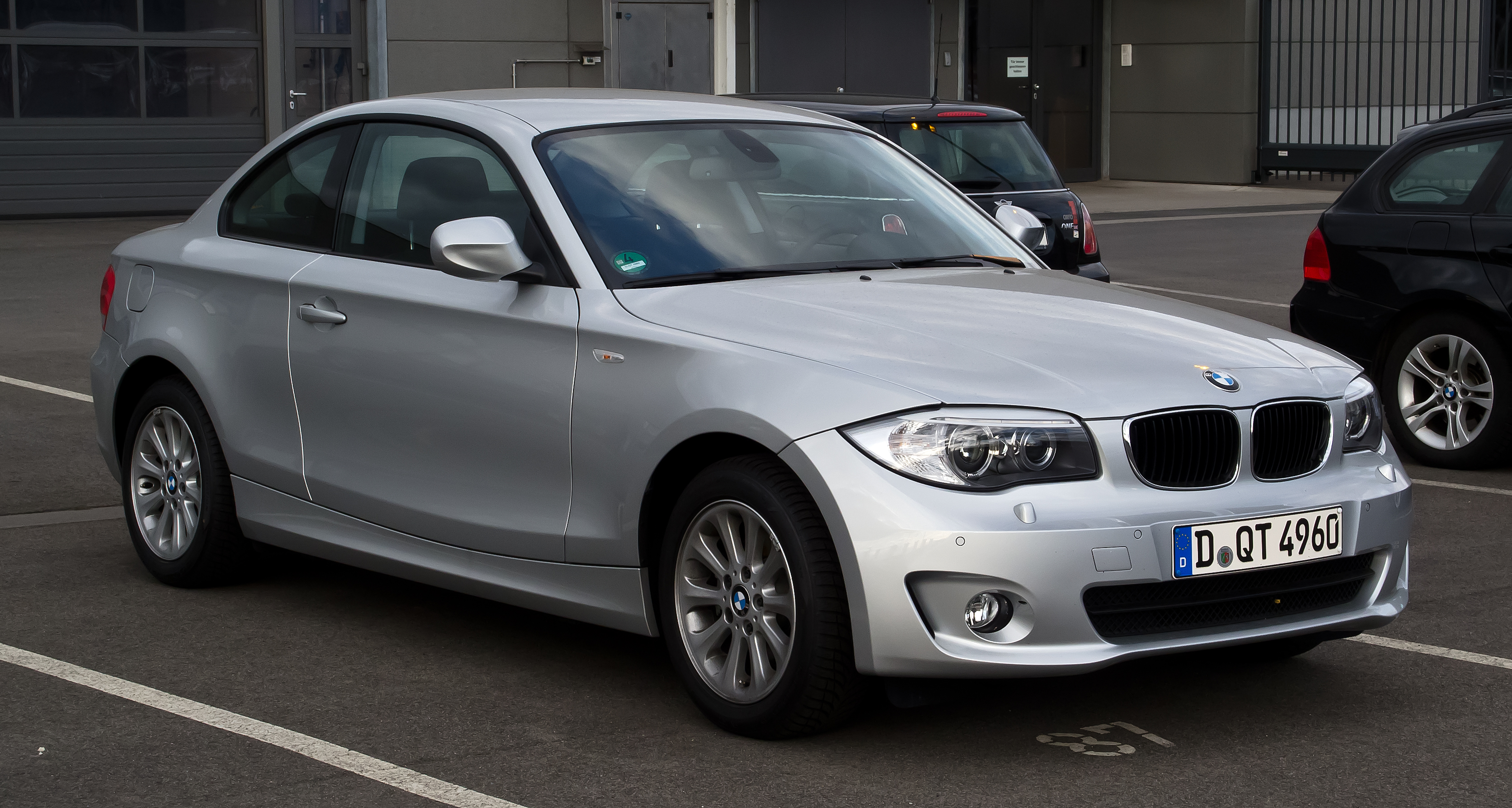
BMW Série 1 coupé (2011–2013)

Basé sur la Série 1 coupé, le concept ActiveE a été présenté en version électrique en janvier 2010. Ce véhicule routier, doté de la technologie de la BMW i3, n'était disponible que pour certaines flottes de voitures de location de 2011 à 2014. Les véhicules, déclarés prototypes, ont été mis au rebut en 2014 et les batteries utilisées pour stocker de l'électricité.
Le successeur de la Série 1 coupé est la Série 2 coupé introduit en 2013 avec la désignation de modèle interne BMW F22.

### Cabriolet (E88)
La première mondiale officielle de la Série 1 cabriolet a eu lieu au Salon de l'automobile de Detroit en janvier 2008. Le début officiel des ventes en Allemagne a eu lieu le 5 avril 2008. Contrairement à la plus grande Série 3 cabriolet, la Série 1 cabriolet est équipé d'une capote électrique standard avec une lunette arrière en verre chauffante, qui peut être ouverte et fermée en 22 secondes à des vitesses allant jusqu'à 40 kilomètres par heure et elle est fabriquée par Karmann. Le coffre peut contenir 305 litres avec le toit fermé et 260 litres avec le toit baissé. L'équipement standard et supplémentaire est basé sur l'offre de la Série 1 coupé. En tant que particularité, BMW propose, moyennant un supplément, une sellerie en cuir avec une pigmentation spéciale qui réduit le chauffage des sièges jusqu'à 20 degrés Celsius par rapport à une sellerie en cuir normale. Les variantes 118i, 120i, 118d, 120d et 123d (à partir de l'année modèle 2009) sont proposées avec des moteurs quatre cylindres, et les variantes 125i et 135i sont proposées avec des moteurs six cylindres (avec bi-turbo comme dans le coupé et avec turbo twin scroll à partir de septembre 2009).
Comme la Série 1 coupé, le cabriolet a fait peau neuve en mars 2011.

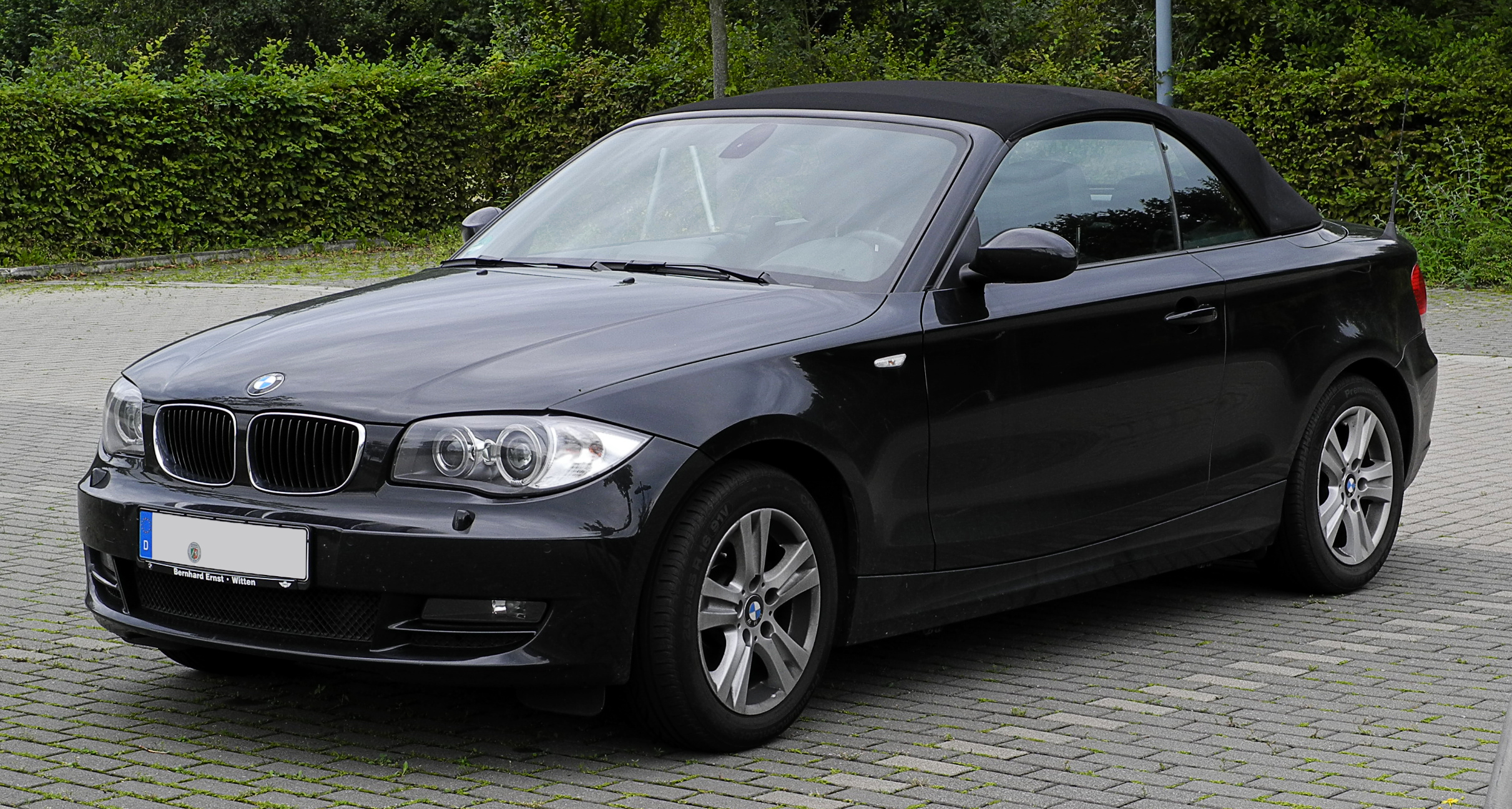
BMW 120d cabriolet (2008–2011)
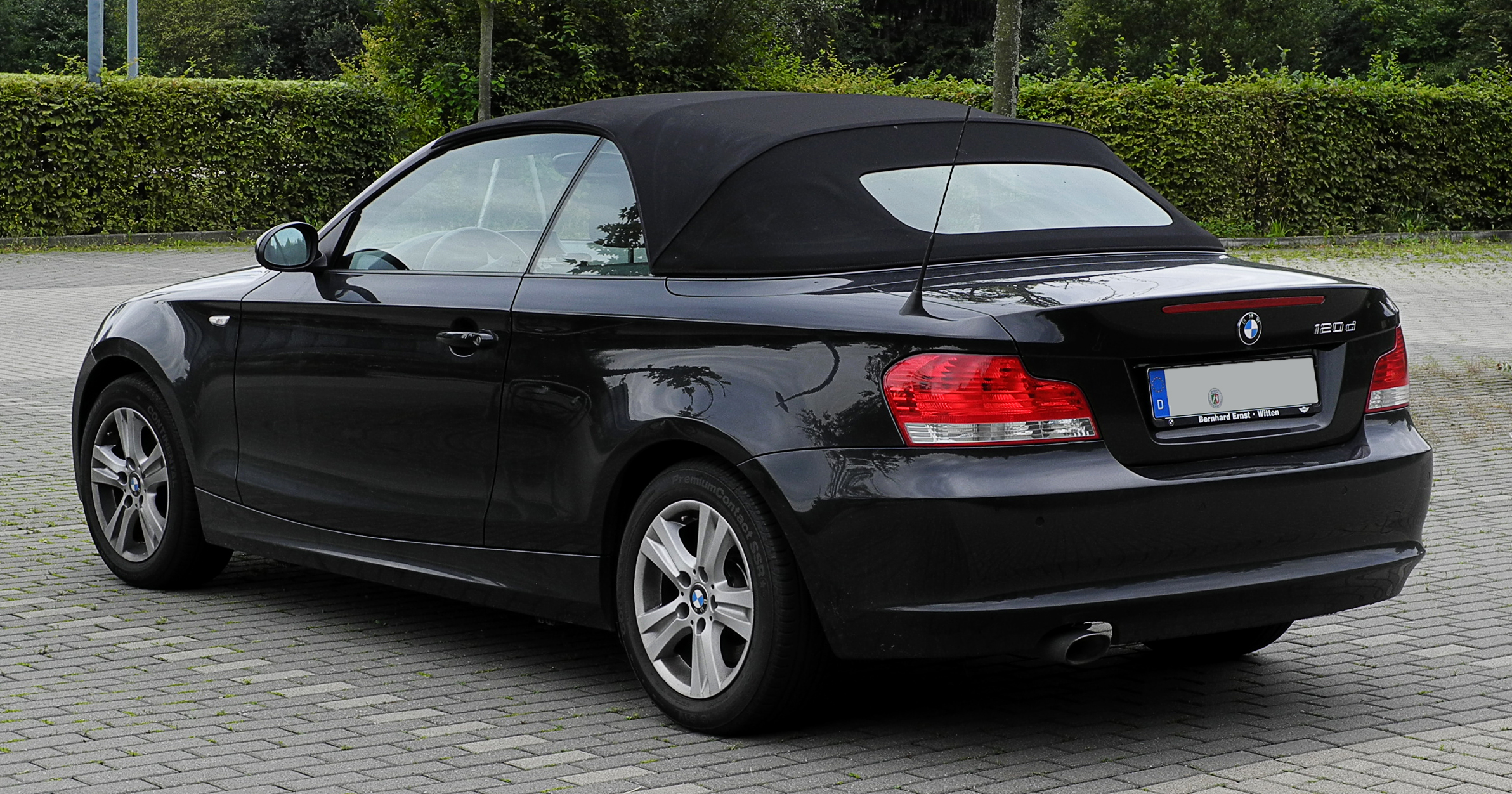
Vue arrière
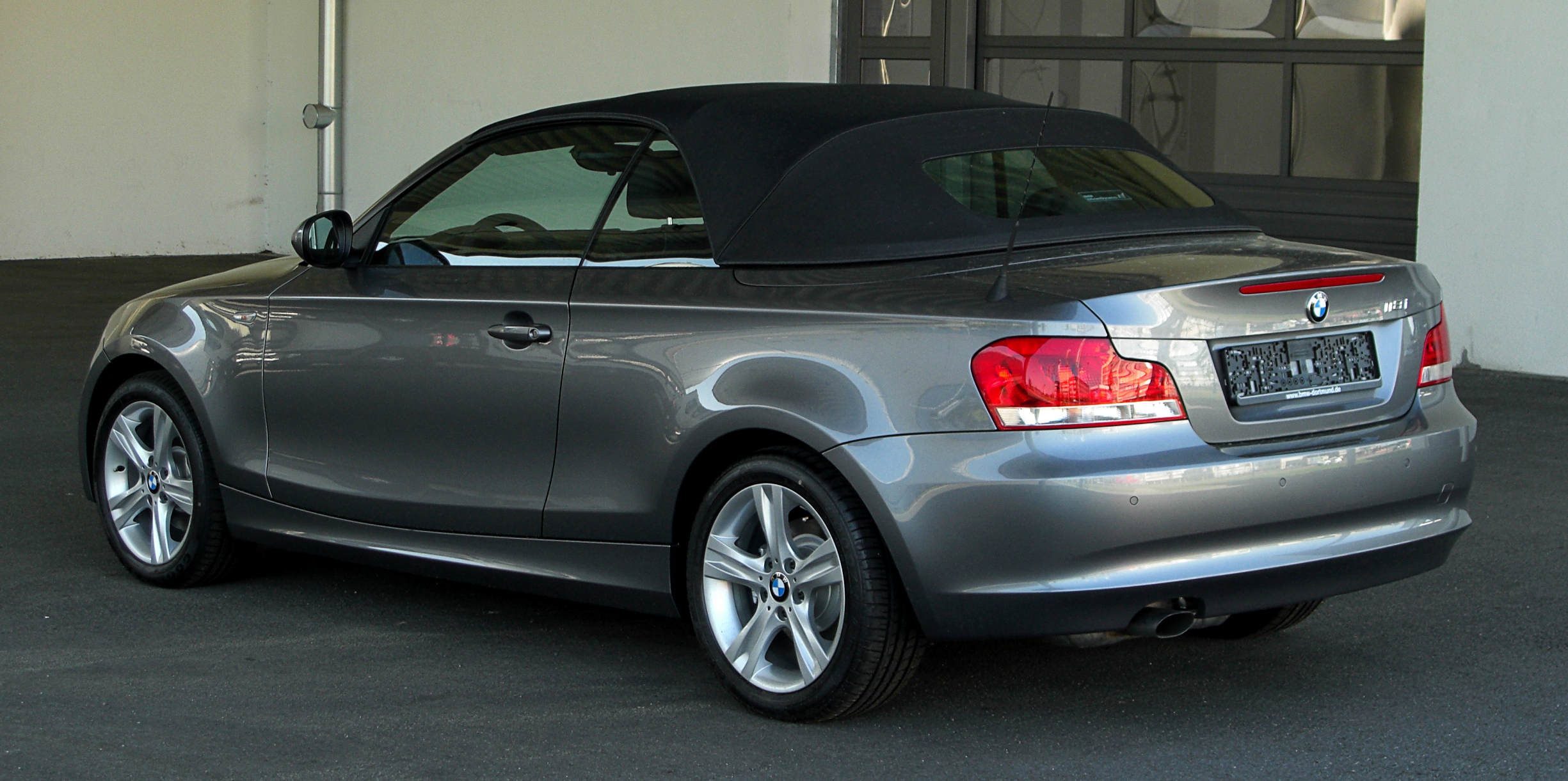
BMW 118i cabriolet (2011–2013)

### M coupé (E82)
Contrairement aux voitures M des Série 3, Serie 5 et Serie 6 (M3, M5 et M6), la Série 1 utilisait une nomenclature différente à cause de la M1 historique. Il a finalement été décidé de placer le "M" à l'arrière - similaire aux versions M de la série X.
Le véhicule, qui n'était disponible qu'en coupé, s'appelle donc la Série 1 M coupé. Les premiers modèles ont été livrés en mai 2011, la production se terminant déjà à l'été 2012. Au total, 6 331 unités ont été fabriquées. Les 4 derniers véhicules ont été construits avec les couleurs "BMW Individual" : 1 en Javagrün, 1 en Atacamagelb et 2 en Monte Carlo Blau.
Semblable aux modèles X5 M et X6 M, la Série 1 M coupé est propulsée par un moteur suralimenté. Le moteur essence six cylindres en ligne connu sous le nom de M TwinPower Turbo de BMW a une cylindrée de 2 979 cm³ et développe une puissance de 250 kW (340 ch) à 5900 tr/min et un couple de 450 Nm entre 1500 et 4500 tr/min, qui peut être augmentée à 500 Nm à l'aide de la fonction overboost. Le véhicule, pesant 1 495 kg, atteint des chiffres d'accélération de 4,9 secondes pour le 0 à 100 km/h et de 17,3 secondes pour le 0 à 200 km/h. La vitesse de pointe est limitée électroniquement à 250 km/h.
En plus du moteur, la M coupé possède d'autres caractéristiques qui la distinguent des modèles standards de la Série 1 : il s'agit notamment d'un châssis sport léger, d'un blocage de différentiel mécanique (valeur de blocage variable jusqu'à 100 %), d'un système de freinage composé et de jantes en alliage léger de 19 " avec pneus mixtes. Le châssis a une entretoise de roue de 60 mm sur l'essieu arrière et de 40 mm sur l'essieu avant, ce qui nécessite également un évasement d'aile correspondant. Les modifications supplémentaires apportées à la carrosserie incluent le tablier arrière modifié avec spoiler et l'avant modifié avec des ouvertures de ventilation pour le système de refroidissement supplémentaire. À l'intérieur, la voiture présente une sellerie en cuir et des garnitures intérieures en Alcantara, chacune avec des surpiqûres contrastées.

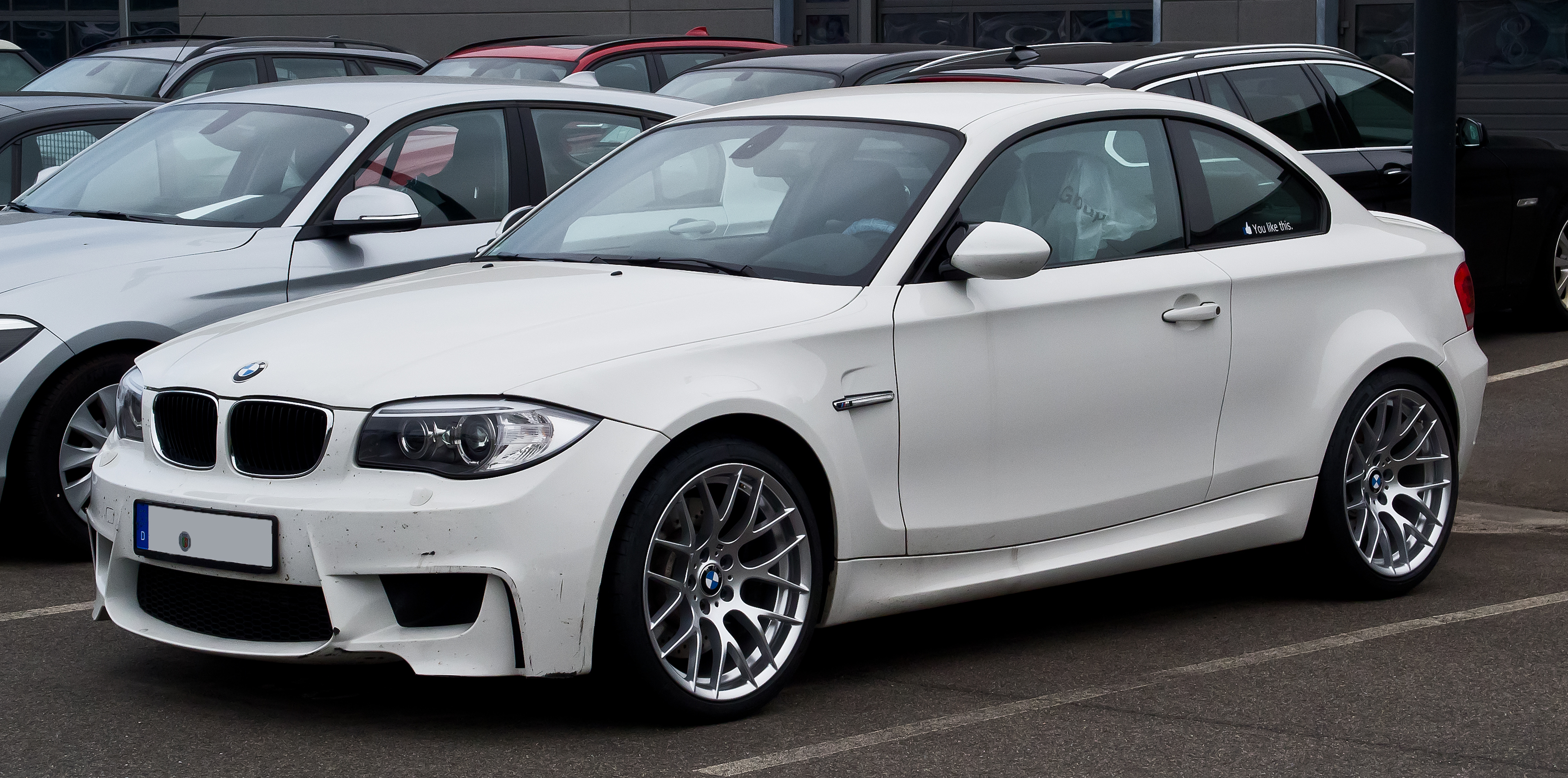
BMW Série 1 M coupé (2011–2012)
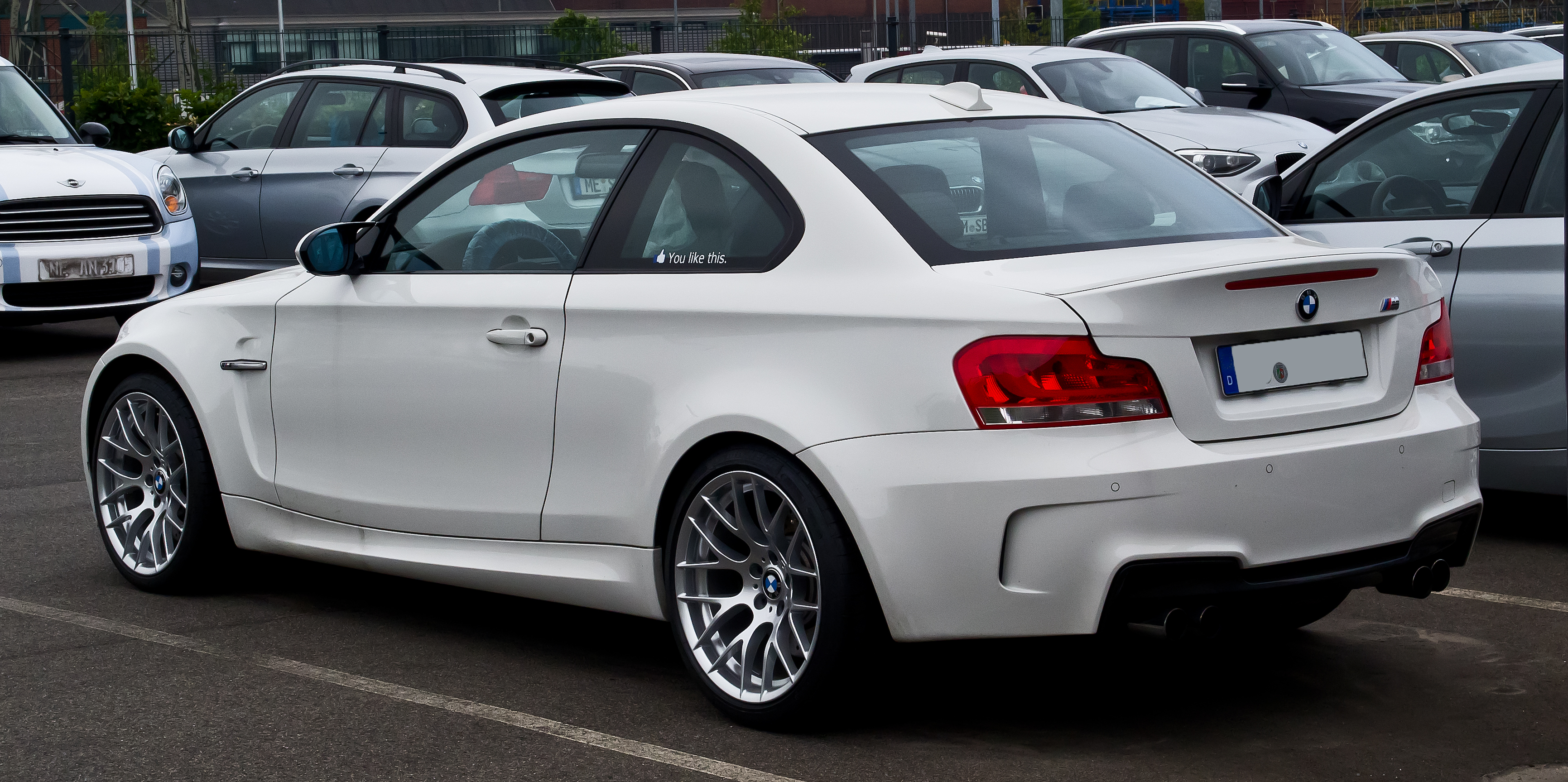
Vue arrière

## Moteurs
Au début de la production, trois moteurs essence et deux moteurs diesel quatre cylindres étaient proposés (116i, 118i, 120i, 118d et 120d). Les moteurs diesel et essence sont des moteurs à cylindres en ligne dotés de la technologie à quatre soupapes. Un an après le début de la production, la 130i a été présentée, avec un moteur six cylindres en ligne d’une cylindrée de 3,0 litres. Avec le lifting de mars 2007, tous les moteurs ont été révisés et tous les modèles ont reçu les mesures BMW Efficient Dynamics (sauf la 116i, ici, le passage l’EfficientDynamics a eu lieu en septembre 2007). Trois nouveaux moteurs ont été introduits avec l’apparition du coupé et du cabriolet. Les 125i et 135i étaient exclusivement réservées pour les variantes coupé et cabriolet, tandis que la 130i était réservée aux modèles trois et cinq portes. Les 125i, 130i et 135i ont des moteurs six cylindres en ligne d’une cylindrée de 3,0 litres.
Les moteurs diesel à rampe commune sont équipés de deux arbres d’équilibrage pour assurer un fonctionnement en douceur. La 123d de 150 kW (204 ch) avait le moteur diesel quatre cylindres de deux litres le plus puissant à ce jour. Contrairement aux autres modèles de BMW, celui-ci dispose d’une suralimentation contrôlée à deux étages pour fournir un couple élevé dans toutes les plages de vitesse avec une bonne réponse en même temps. Deux turbocompresseurs de tailles différentes sont utilisés, un petit qui répond tôt et un gros pour un remplissage maximal. Contrairement au turbocompresseur VTG, la régulation s’effectue via une soupape de décharge, une dérivation du compresseur et un volet de régulation dans le flux de gaz d’échappement.
Le moteur a également reçu de nombreuses récompenses lors des Engine of the Year Awards. En 2008 en tant que meilleur nouveau moteur et en 2010 et 2011 en 1ère place dans la catégorie 1,8 litre à 2 litres.
Avec l’avènement du BMW EfficientDynamics en mars 2007, certains moteurs essence ont été convertis en injection directe (injection de haute précision) et tous les moteurs diesel ont été équipés de série de filtre à particules.
En septembre 2007, la 116i (90 kW, 122 ch) a été convertie en injection directe de carburant. Jusque-là, cette version avait une consommation de carburant nettement plus élevée que les modèles plus puissants en raison de l’ancienne technologie. À l’exception de la 116d, tous les modèles satisfaisaient la norme d’émissions Euro 5 depuis avril 2009 (la 116d satisfait la norme Euro 5 depuis septembre 2010). À cet effet, la 116i a reçu un nouveau moteur de deux litres aux performances moteur identiques. La consommation de carburant des modèles à moteurs essence a ainsi légèrement augmenté. Avec l’EfficientDynamics, la nouvelle 118d à variante trois portes atteignait une consommation de carburant de 4,5 litres aux 100 kilomètres et des émissions de CO2 de 119 grammes par kilomètre, sous-cotant l’objectif de CO2 de l’Union Européenne pour 2012 d’un gramme par kilomètre. La 116d, disponible à partir de mars 2009, a établi un nouveau record dans l’histoire de BMW avec une consommation de 4,4 litres aux 100 kilomètres et des émissions de CO2 de 118 grammes. Depuis l’année modèle 2010, la 130i satisfaisait également la norme Euro 5. Pour cela, le moteur de 195 kW a été remplacé par un moteur de 190 kW.
À partir de mars 2010, une transmission à double embrayage était disponible pour la 135i.

## Récompenses
- Voiture de société de l'année 2009 selon le magazine spécialisé Firmenauto (116d)[24].
- Vainqueur du magazine Die sportlichsten Autos 2009 et du magazine sport auto dans la catégorie voiture diesel jusqu'à 35 000 euros (123d coupé)[25]
- IF Product Design Award 2009 (coupé; cabriolet)[26]
- Prix du bon design 2009 (coupé)[26]
- Voiture la plus sportive de 2008 du magazine spécialisé sport auto dans la catégorie diesel jusqu'à 35 000 euros (123d coupé)[27]
- Voiture verte mondiale de l'année 2008 (118d)[28].
- Volant doré 2008 (coupé)[28]
- Moteur de l'année 2010, catégorie : 1.8 - 2.0l (123d)[29]
- Moteur de l'année 2011, catégorie : 1.8 - 2.0l (123d)[30]
- Moteur international de l'année 2007, 2008 (135i)[31]